# Brachycephalus margaritatus
Brachycephalus margaritatus es una especie de anfibio anuro de la familia Brachycephalidae.

## Distribución geográfica
Esta especie es endémica del estado de Río de Janeiro en Brasil. Se encuentra en Engenheiro Paulo de Frontin y Petrópolis.

## Descripción
Esta especie mide de 15 a 19 mm.

## Publicación original
- Pombal & Izecksohn, 2011: Uma nova especie de Brachycephalus (Anura, Brachycephalidae) do estado do Rio de Janeiro. Papeis Avulsos de Zoologia (Sao Paulo), vol. 51, n.º 28, p. 443‑451[3]